# Dobsonia beauforti
Il pipistrello della frutta dal dorso nudo di Beaufort (Dobsonia beauforti Bergmans, 1975) è un pipistrello appartenente alla famiglia degli Pteropodidi, endemico di alcune isole vicino alla Nuova Guinea.

## Descrizione

### Dimensioni
Pipistrello di medie dimensioni, con la lunghezza della testa e del corpo tra 120,6 e 171 mm, la lunghezza dell'avambraccio tra 105,5 e 119 mm, la lunghezza della coda tra 20,2 e 29 mm, la lunghezza della tibia tra 46,8 e 50,9 mm, la lunghezza delle orecchie tra 22,9 e 26,6 mm e un peso fino a 196 g.

### Aspetto
La pelliccia è corta. Il colore della testa e delle spalle è bruno-olivastro, il mento è bruno-nerastro, gli avambracci e i fianchi sono grigiastri, mentre le parti ventrali sono verde-giallastre. La testa è grande, robusta, con la pelle del muso priva di peli e più chiara e due ghiandole bianche sulle guance. C'è un accentuato dimorfismo sessuale. Le femmine hanno il ventre più bruno, la testa più gracile e la pelliccia più folta. Le orecchie sono lunghe e appuntite. Gli artigli sono bruno-giallastri chiari. Le membrane alari sono bruno-nerastre ed attaccate lungo la spina dorsale, dando l'impressione di una schiena priva di peli. La coda è ben sviluppata, mentre l'uropatagio è ridotto ad una sottile membrana che si estende lungo la parte interna degli arti inferiori.

## Biologia

### Comportamento
Nelle isole dove convive con D. emersa, questa specie è costretta a rifugiarsi nella fitta vegetazione. Nel resto del suo areale occupa le grotte insieme agli altri membri del genere, formando grandi colonie.

### Alimentazione
Si nutre principalmente di frutti di specie native di Ficus, Piper aduncum e Oxalis bilimbing.

### Riproduzione
Le nascite avvengono principalmente a novembre e dicembre. Sull'isola di Biak sono state osservate femmine gravide nel mese di settembre, mentre sull'isola di Batanta nel mese di ottobre. Altre femmine in allattamento sono state osservate sull'isola di Gebe nel mese di novembre.

## Distribuzione e habitat
Questa specie è diffusa nelle Isole Raja Ampat: Batanta, Gebe, Gag, Salawati, Waigeo, Kofiau e probabilmente Misool; Isole Schouten: Biak-Supiori, Owi.
Vive nelle foreste secondarie, nei giardini e nelle piantagioni.

## Tassonomia
Altre specie simpatriche dello stesso genere: D. emersa e D. magna.

## Conservazione
La IUCN Red List, considerato la popolazione numerosa e la sua presenza in diverse aree protette, classifica D. beauforti come specie a rischio minimo (Least Concern)).